# Lijst van doopsgezinde kerken in Nederland
Dit is een (incomplete) lijst van Doopsgezinde kerken in Nederland.
| Kerkgebouw                                      | Plaats               | Provincie     | Bouwjaar                      | Bijzonderheden | Afbeelding |
| ----------------------------------------------- | -------------------- | ------------- | ----------------------------- | --- | ---------- |
| Het Lam van Aardenburg                          | Aardenburg           | Zeeland       | 1666 / 1793 / 1888            | Schuurkerk uit 1666, herbouwd in 1793, voorzijde met kerktoren, neorenaissance, uit 1888, door K Stoffels.                                        |            |
| Doopsgezinde kerk                               | Almelo               | Overijssel    | 1775-1800                     | |            |
| Doopsgezinde kerk                               | Akkrum               | Friesland     | 1835                          | Sinds 2007 niet meer in gebruik als kerk. |            |
| Singelkerk                                      | Amsterdam-Centrum    | Noord-Holland | 1607                          | Verbouwd in 1639 en 1839. |            |
| Meerpadkerkje                                   | Amsterdam-Noord      | Noord-Holland | 1843; architect: Piet Kater   | |            |
| Oosterparkkerk                                  | Amsterdam-Oost       | Noord-Holland | 1904                          | Sinds 1975 in gebruik door de Gereformeerde Kerken vrijgemaakt (in 2023 opgegaan in de Nederlandse Gereformeerde Kerken).                         |            |
| De Olijftak                                     | Amsterdam Nieuw-West | Noord-Holland | 1959; architect: K.L. Sijmons | Buiten gebruik als kerk in 1993, sinds circa 2000: moskee El Hijra.                                                                               |            |
| Doopsgezinde kerk                               | Alkmaar              | Noord-Holland | 1617                          | Interieur verbouwd in 1876. |            |
| Doopsgezinde kerk                               | Assen                | Drenthe       | 1909                          | |            |
| Doopsgezinde kerk                               | Beverwijk            | Noord-Holland | 1912                          | |            |
| Doopsgezinde kerk                               | Borne                | Overijssel    | 1824                          | Rijksmonument |            |
| Vermaning                                       | Den Burg             | Noord-Holland | vóór 1742                     | Rijksmonument |            |
| Doopsgezinde kerk                               | De Knipe             | Friesland     | 1751                          | Gemeentelijk monument |            |
| Paleiskerk                                      | Den Haag             | Zuid-Holland  | 1886                          | neoromaans, ontworpen door K Stoffels |            |
| Penninckhuis                                    | Deventer             | Overijssel    |                               | Samen met remonstranten. |            |
| Verenigde christelijke kerk                     | Dokkum               | Friesland     | 1852                          | |            |
| Noordeinder Vermaning                           | Noordeinde (Alkmaar) | Noord-Holland | 1874                          | Rijksmonument |            |
| Doopsgezinde kerk                               | Drachten             | Friesland     | 1790                          | |            |
| Doopsgezinde kerk                               | Edam                 | Noord-Holland | 1892                          | Rijksmonument, gelegen achter woningen. |            |
| Voormalige doopsgezinde schuilkerk              | Enkhuizen            | Noord-Holland |                               | Rijksmonument, voormalige schuilkerk gelegen aan 't Zand                                                                                          |            |
| Doopsgezinde kerk                               | Enkhuizen            | Noord-Holland | 1702                          | Rijksmonument, gelegen aan het Venedie |            |
| Doopsgezinde kerk                               | Groningen            | Groningen     | 1815                          | |            |
| Doopsgezinde vermaning Grijpskerk               | Grijpskerk           | Groningen     | 1892                          | Oorspronkelijk in 1814 gebouwd in Pieterzijl. Tot 1984 in gebruik als kerk.                                                                       |            |
| Doopsgezinde kerk                               | Heerenveen           | Friesland     | 1762                          | |            |
| Doopsgezinde kerk                               | Hindeloopen          | Friesland     | 1653                          | Verbouwd in 1838 en 1931. |            |
| Doopsgezinde kerk                               | Holwerd              | Friesland     | 1692                          | Huidig gebouw uit 1850. |            |
| Doopsgezinde kerk                               | Hoorn                | Noord-Holland | 1865                          | Gesloten in 1971, nu in gebruik als winkelpand.                                                                                                   |            |
| Foreestenhuis                                   | Hoorn                | Noord-Holland | 1724                          | Voormalig woonhuis van de familie Foreest, wordt door de doopsgezinde-remonstrantse gemeente gebruikt.                                            |            |
| Doopsgezinde kerk                               | IJlst                | Friesland     | 1857                          | Gebouwd naar ontwerp van M. Molenaar. |            |
| Doopsgezinde kerk                               | Joure                | Friesland     | 1817                          | |            |
| Lokhorstkerk                                    | Leiden               | Zuid-Holland  | 1638                          | Wordt ook gebruikt door de remonstranten. |            |
| Doopsgezinde kerk                               | Makkum               | Friesland     | 1909                          | |            |
| Doopsgezinde kerk                               | Medemblik            | Noord-Holland | 17e eeuw                      | De schuilkerk is een rijksmonument, het pand is in de 19e eeuw gemoderniseerd naar ontwerp van A.T. van Wijngaarden, stadsarchitect te Medemblik. |            |
| Doopsgezinde kerk                               | Middelburg           | Zeeland       | 1889                          | neorenaissance-stijl, ontworpen door K Stoffels                                                                                                   |            |
| Doopsgezinde kerk                               | Middelie             | Noord-Holland | 1899                          | Gebouwd ter vervanging van houten voorganger. |            |
| Doopsgezinde kerk                               | Middelstum           | Groningen     | 1863                          | |            |
| Doopsgezinde Vermaning                          | Monnickendam         | Noord-Holland | 17e eeuw                      | |            |
| Doopsgezinde kerk                               | Noordbroek           | Groningen     | 1811                          | |            |
| Doopsgezinde kerk                               | Noordhorn            | Groningen     | 1838                          | |            |
| Schuilkerk                                      | Ouddorp              | Zuid-Holland  | 1620                          | Tot 1992 in gebruik als kerk. |            |
| Kanaalstraat 10                                 | Purmerend            | Noord-Holland | 1861                          | In gebruik tot 1988, daarna verplaatst naar voormalige RK kapel aan de Liduinatuin                                                                |            |
| Liduinatuin 41                                  | Purmerend            | Noord-Holland | 1955                          | In gebruik sinds 1989, daarvoor een RK kapel aan de Liduinatuin                                                                                   |            |
| Doopsgezinde kerk                               | Rottevalle           | Friesland     | 1838                          | |            |
| Doopsgezinde kerk                               | Sappemeer            | Groningen     | 1847                          | |            |
| Doopsgezinde kerk                               | Sneek                | Friesland     | 1842                          | Volledig hersteld na een grote brand in 1972. |            |
| Doopsgezinde kerk                               | Surhuisterveen       | Friesland     | 1804                          | |            |
| Doopsgezinde kerk                               | Terhorne             | Friesland     | 1864                          | Rijksmonument |            |
| Doopsgezinde kerk                               | Tjalleberd           | Friesland     | 1871                          | Gemeentelijk monument. In 2023 verkocht. |            |
| Doopsgezinde kerk                               | Twisk                | Noord-Holland | 1868                          | in eclectische bouwstijl, naar ontwerp van A.T. van Wijngaarden, stadsarchitect te Medemblik.                                                     |            |
| Doopsgezinde kerk                               | Utrecht              | Utrecht       | 1773                          | |            |
| Doopsgezinde kerk                               | Wolvega              | Friesland     | 1875                          | Gemeentelijk monument |            |
| Doopsgezinde kerk                               | Workum               | Friesland     | 1694                          | |            |
| Doopsgezinde kerk De Westereen (Zwaagwesteinde) | Zwaagwesteinde       | Friesland     | 1902?                         | |            |